# Міян-Раз
Міян-Раз (перс. ميان رز) — село в Ірані, у дегестані Сардар-е-Джанґаль, у бахші Сардар-е-Джанґаль, шагрестані Фуман остану Ґілян. За даними перепису 2006 року, його населення становило 398 осіб, що проживали у складі 106 сімей.

## Клімат
Середня річна температура становить 14,07 °C, середня максимальна – 28,00 °C, а середня мінімальна – -0,71 °C. Середня річна кількість опадів – 703 мм.
| Клімат поселення                              | Клімат поселення | Клімат поселення | Клімат поселення | Клімат поселення | Клімат поселення | Клімат поселення | Клімат поселення | Клімат поселення | Клімат поселення | Клімат поселення | Клімат поселення | Клімат поселення | Клімат поселення |
| Показник                                      | Січ.             | Лют.             | Бер.             | Квіт.            | Трав.            | Черв.            | Лип.             | Серп.            | Вер.             | Жовт.            | Лист.            | Груд.            |                  |
| Середній максимум, °C                         | 10,45            | 11,10            | 12,63            | 17,61            | 21,25            | 26,38            | 28,00            | 27,78            | 23,04            | 20,73            | 16,84            | 12,26            |                  |
| Середня температура, °C                       | 4,87             | 5,50             | 7,05             | 12,04            | 15,68            | 20,79            | 23,73            | 23,49            | 18,76            | 16,45            | 12,57            | 7,96             |                  |
| Середній мінімум, °C                          | −0,71            | −0,07            | 1,47             | 6,45             | 10,10            | 15,22            | 19,42            | 19,20            | 14,46            | 12,17            | 8,29             | 3,67             |                  |
| Норма опадів, мм                              | 70               | 58               | 66               | 59               | 38               | 23               | 12               | 29               | 64               | 93               | 78               | 113              |                  |
| Середньомісячна швидкість вітру, м/с          | 2.20             | 2.33             | 2.40             | 2.33             | 2.23             | 2.40             | 2.56             | 2.33             | 2.00             | 2.05             | 1.90             | 1.94             |                  |
| Середньомісячна сонячна радіація, кДж/м²·день | 6976             | 9190             | 11298            | 15860            | 19935            | 22555            | 23292            | 19862            | 16226            | 11245            | 8668             | 6710             |                  |
| --------------------------------------------- | ---------------- | ---------------- | ---------------- | ---------------- | ---------------- | ---------------- | ---------------- | ---------------- | ---------------- | ---------------- | ---------------- | ---------------- | ---------------- |
| Джерело:                                      |                  |                  |                  |                  |                  |                  |                  |                  |                  |                  |                  |                  |                  |